# Карамала
Карамала (рос. Карамала) — печера в Башкортостані, Росія. Печера комплексного (горизонтально-вертикального) типу простягання. Загальна протяжність — 206 м. Глибина печери становить 52 м. Категорія складності проходження ходів печери — 2А. Печера відноситься до Басу-Зилімського підрайону Зилімо-Інзерського району Південної області Західноуральської спелеологічної провінції.